# Wereldkampioenschappen baanwielrennen 2009
De wereldkampioenschappen baanwielrennen 2009 werden georganiseerd van 25 tot en met 29 maart 2009 in de BGŻ Arena in Pruszków, Polen. Er waren medailles te behalen op negentien onderdelen, het omnium voor vrouwen is toegevoegd aan de achttien onderdelen die op het programma stonden in 2008.

## Programma
| Datum              | Disciplines                                                                                                   |
| ------------------ | --- |
| Woensdag 25 maart  | Individuele achtervolging mannen Puntenkoers mannen Teamsprint mannen 500 meter tijdrit vrouwen               |
| Donderdag 26 maart | Individuele achtervolging mannen Ploegenachtervolging vrouwen Teamsprint vrouwen Keirin mannen Scratch mannen |
| Vrijdag 27 maart   | Ploegenachtervolging mannen 1 kilometer tijdrit mannen Scratch vrouwen                                        |
| Zaterdag 28 maart  | Koppelkoers (madison) mannen Omnium vrouwen Sprint vrouwen                                                    |
| Zondag 29 maart    | Omnium mannen Sprint mannen Puntenkoers vrouwen Keirin vrouwen                                                |

## Deelnemers

### Mannen
Voor de wedstrijden bij de mannen schreven zich renners uit 33 landen in.
- België: Dominique Cornu - Kenny De Ketele - Ingmar De Poortere - Tim Mertens - Stijn Steels - Maarten Vlasselaer
- Nederland: Levi Heimans - Geert-Jan Jonkman - Pim Ligthart - Teun Mulder - Roy Pieters - Yondi Schmidt - Wim Stroetinga - Arno van der Zwet - Tim Veldt - Sipke Zijlstra

### Vrouwen
Bij de vrouwen schreven zich deelnemers uit 25 landen in.
- België: Jolien D'Hoore - Jessie Daams - Kelly Druyts
- Nederland: Yvonne Hijgenaar - Willy Kanis - Vera Koedooder - Amy Pieters - Ellen van Dijk

## Resultaten

### Sprint
| #      | Naam              | Land | Tijd            |
| ------ | ----------------- | ---- | --------------- |
| Goud   | Grégory Baugé     | FRA  | 10,281 - 10,281 |
| Zilver | Azizulhasni Awang | MAS  | - 10,499 -      |
| Brons  | Kévin Sireau      | FRA  | 10,443 10,316   |
| 4      | Shane Perkins     | AUS  |                 |
| 5      | Jason Kenny       | GBR  |                 |
| 6      | Matthew Crampton  | GBR  |                 |
| 7      | Mickaël Bourgain  | FRA  |                 |
| 8      | Ross Edgar        | GBR  |                 |

| #      | Naam               | Land | Tijd            |
| ------ | ------------------ | ---- | --------------- |
| Goud   | Victoria Pendleton | GBR  | 11,897 - 11,714 |
| Zilver | Willy Kanis        | NED  | - 11,665 -      |
| Brons  | Simona Krupeckaite | LTU  | 11,277 11,524   |
| 4      | Olga Panarina      | BLR  |                 |
| 5      | Guo Shuang         | CHN  |                 |
| 6      | Ljoebov Sjoelika   | UKR  |                 |
| 7      | Yvonne Hijgenaar   | NED  |                 |
| 8      | Kaarle McCulloch   | AUS  |                 |

### Teamsprint
| #      | Naam                                                 | Land | Tijd   |
| ------ | ---------------------------------------------------- | ---- | ------ |
| Goud   | Grégory Baugé Mickaël Bourgain Kévin Sireau          | FRA  | 43,510 |
| Zilver | Matthew Crampton Jason Kenny Jamie Staff             | GBR  | 43,869 |
| Brons  | René Enders Robert Forstemann Stefan Nimke           | GER  | 43,912 |
| 4      | Daniel Ellis Shane Perkins Scott Sunderland          | AUS  | 43,986 |
| 5      | Maciej Bielecki Kamil Kuczynski Lukasz Kwiatkowski   | POL  |        |
| 6      | Azizulhasni Awang Josiah Ng Onn Lam Mohd Rizal Tisin | MAS  |        |
| 7      | Teun Mulder Yondi Schmidt Tim Veldt                  | NED  |        |
| 8      | Kazuya Narita Yudai Nitta Kazunari Watanabe          | JPN  |        |
| 9      | Li Wen Hao Zhang Lei Zhang Zixiang                   | CHN  |        |
| 10     | Sergej Borisov Sergej Koetsjerov Valentin Savitskiy  | RUS  |        |

| #      | Naam                                  | Land | Tijd   |
| ------ | ------------------------------------- | ---- | ------ |
| Goud   | Kaarle McCulloch Anna Meares          | AUS  | 33,149 |
| Zilver | Victoria Pendleton Shanaze Reade      | GBR  | 33,380 |
| Brons  | Gintare Gaivenyte Simona Krupeckaite  | LTU  | 33,495 |
| 4      | Sandie Clair Clara Sanchez            | FRA  | 33,638 |
| 5      | Yvonne Hijgenaar Willy Kanis          | NED  | 33,791 |
| 6      | Kristina Vogel Miriam Welte           | GER  | 33,922 |
| 7      | Gong Jinjie Zheng Lulu                | CHN  | 34,475 |
| 8      | Svetlana Grankovskaya Olga Streltsova | RUS  | 34,733 |
| 9      | Renata Dabrowska Aleksandra Drejgier  | POL  | 35,095 |
| 10     | Lee Wai See Meng Zhao Juan            | HKG  | 36,418 |

### Individuele achtervolging
| #      | Naam                | Land | Tijd     |
| ------ | ------------------- | ---- | -------- |
| Goud   | Taylor Phinney      | USA  | 4.17,631 |
| Zilver | Jack Bobridge       | AUS  | 4.20,091 |
| Brons  | Dominique Cornu     | BEL  | 4.22,347 |
| 4      | Volodymyr Djoedja   | UKR  | 4.28,297 |
| 5      | Jesse Sergent       | NZL  | 4.21,253 |
| 6      | Sergi Escobar Roure | ESP  | 4.23,619 |
| 7      | Aleksej Markov      | RUS  | 4.24,085 |
| 8      | Patrick Gretsch     | GER  | 4.24,564 |
| 9      | Robert Bartko       | GER  | 4.26,277 |
| 10     | Vitalyi Sjtsjedov   | UKR  | 4.26,508 |
| ...    |                     |      |          |
| 13     | Levi Heimans        | NED  | 4.28,638 |
| 14     | Ingmar De Poortere  | BEL  | 4.30,089 |

| #      | Naam              | Land | Tijd     |
| ------ | ----------------- | ---- | -------- |
| Goud   | Alison Shanks     | NZL  | 3.29,807 |
| Zilver | Wendy Houvenaghel | GBR  | 3.32,174 |
| Brons  | Vilija Sereikaite | LTU  | 3.33,583 |
| 4      | Joanna Rowsell    | GBR  | 3.35,209 |
| 5      | Josephine Tomic   | AUS  | 3.37,780 |
| 6      | Ellen van Dijk    | NED  | 3.38,373 |
| 7      | Tara Whitten      | CAN  | 3.38,962 |
| 8      | Svitlana Galyuk   | UKR  | 3.40,413 |
| 9      | Leire Olaberria   | ESP  | 3.41,176 |
| 10     | Verena Joos       | GER  | 3.42,611 |

### Ploegenachtervolging
| #      | Naam | Land | Tijd     |
| ------ | --- | ---- | -------- |
| Goud   | Michael Faerk Christensen Casper Jørgensen Jens-Erik Madsen Alex Rasmussen                                            | DEN  | 3.58,246 |
| Zilver | Jack Bobridge Rohan Dennis Leigh Howard Cameron Meyer                                                                 | AUS  | 3.58,863 |
| Brons  | Westley Gough Peter Latham Marc Ryan Jesse Sergent                                                                    | NZL  | 4.00,248 |
| 4      | Jonathan Bellis Steven Burke Ed Clancy Peter Kennaugh                                                                 | GBR  | 4.01,838 |
| 5      | Sergi Escobar David Muntañer Antonio Tauler Eloy Teruel                                                               | ESP  | 4.04,485 |
| 6      | Robert Bengsch Henning Bommel Patrick Gretsch Roger Kluge                                                             | GER  | 4.07,262 |
| 7      | Levi Heimans Geert-Jan Jonkman Arno van der Zwet Sipke Zijlstra                                                       | NED  | 4.08,667 |
| 8      | Volodymyr Djoedja Ljoebomyr Polatayko Mykhaylo Radionov Vitaliy Sjtsjedov                                             | UKR  | 4.08,736 |
| 9      | Dominique Cornu Ingmar De Poortere Stijn Steels Maarten Vlasselaer                                                    | BEL  | 4.08,825 |
| 10     | Juan Esteban Arango Carvajal Arles Antonio Castro Laverde Edwin Alcibiades Avila Vanegas Carlos Alberto Uran Arroyabe | COL  | 4.10,111 |

| #      | Naam                                                    | Land | Tijd     |
| ------ | ------------------------------------------------------- | ---- | -------- |
| Goud   | Elizabeth Armitstead Wendy Houvenaghel Joanna Rowell    | GBR  | 3.22,720 |
| Zilver | Lauren Ellis Jamie Nielsen Alison Shanks                | NZL  | 3.23,993 |
| Brons  | Ashlee Ankudinoff Sarah Kent Josephine Tomic            | AUS  | 3.24,972 |
| 4      | Vera Koedooder Amy Pieters Ellen van Dijk               | NED  | 3.29,379 |
| 5      | Svetlana Pauliukaite Vilija Sereikaite Ausrine Trebaite | LTU  | 3.30,966 |
| 6      | Chen Yue Sun Feiyan Wang Cui                            | CHN  | 3.31,753 |
| 7      | Charlotte Becker Christina Becker Verena Joos           | GER  | 3.31,770 |
| 8      | Jelena Tsjalykh Victoria Kondel Olga Sljoesarjova       | RUS  | 3.32,272 |
| 9      | Jessie Daams Jolien D'Hoore Kelly Druyts                | BEL  | 3.33,010 |
| 10     | Andrea Botero Coy Maria Luisa Calle Lorena Maria Vargas | COL  | 3.34,460 |

### Tijdrit

#### 1 kilometer
| #      | Naam              | Land | Tijd     |
| ------ | ----------------- | ---- | -------- |
| Goud   | Stefan Nimke      | GER  | 1.00,666 |
| Zilver | Taylor Phinney    | USA  | 1.01,611 |
| Brons  | Mohd Rizal Tisin  | MAS  | 1.01,658 |
| 4      | Michaël D'Almeida | FRA  | 1.02,034 |
| 5      | Scott Sunderland  | AUS  | 1.02,144 |
| 6      | Teun Mulder       | NED  | 1.02,209 |
| 7      | David Daniell     | GBR  | 1.02,316 |
| 8      | Kamil Kuczynski   | POL  | 1.02,356 |
| 9      | Quentin Lafargue  | FRA  | 1.02n669 |
| 10     | Edward Dawkins    | NZL  | 1.02,685 |
| ...    |                   |      |          |
| 12     | Tim Veldt         | NED  | 1.02,886 |
| ...    |                   |      |          |
| 17     | Yondi Schmidt     | NED  | 1.03,480 |

#### 500 meter
| #      | Naam                      | Land | Tijd        |
| ------ | ------------------------- | ---- | ----------- |
| Goud   | Simona Krupeckaite        | LTU  | 33,296 (WR) |
| Zilver | Anna Meares               | AUS  | 33,796      |
| Brons  | Victoria Pendleton        | GBR  | 34,102      |
| 4      | Sandie Clair              | FRA  | 34,114      |
| 5      | Willy Kanis               | NED  | 34,258      |
| 6      | Kaarle McCulloch          | AUS  | 34,276      |
| 7      | Lisandra Guerra Rodriguez | CUB  | 34,358      |
| 8      | Olga Panarina             | BLR  | 34,557      |
| 9      | Miriam Welte              | GER  | 34,824      |
| 10     | Yvonne Hijgenaar          | NED  | 35,054      |

### Puntenkoers
| #      | Naam               | Land | Punten |
| ------ | ------------------ | ---- | ------ |
| Goud   | Cameron Meyer      | AUS  | 24     |
| Zilver | Daniel Kreutzfeldt | DEN  | 22     |
| Brons  | Chris Newton       | GBR  | 21     |
| 4      | Eloy Teruel        | ESP  | 17     |
| 5      | Vasil Kiryjenka    | BLR  | 15     |
| 6      | Colby Pearce       | USA  | 14     |
| 7      | Roger Kluge        | GER  | 13     |
| 8      | Wong Kam-Po        | HKG  | 8      |
| 9      | Zachary Bell       | CAN  | 6      |
| 10     | Milan Kadlec       | CZE  | 6      |
| ...    |                    |      |        |
| 12     | Kenny De Ketele    | BEL  | 5      |
| ...    |                    |      |        |
| 19     | Pim Ligthart       | NED  | -20    |

| #      | Naam                       | Land | Punten |
| ------ | -------------------------- | ---- | ------ |
| Goud   | Giorgia Bronzini           | ITA  | 18     |
| Zilver | Yumari González            | CUB  | 15     |
| Brons  | Elizabeth Armitstead       | GBR  | 13     |
| 4      | Wang Cui                   | CHN  | 12     |
| 5      | Belinda Goss               | AUS  | 10     |
| 6      | Svetlana Pauliukaite       | LTU  | 9      |
| 7      | Leire Olaberria Dorronsoro | ESP  | 8      |
| 8      | Jamila Machacova           | CZE  | 7      |
| 9      | Wong Wan Yiu               | HKG  | 6      |
| 10     | Elke Gebhardt              | GER  | 3      |
| ...    |                            |      |        |
| 15     | Ellen van Dijk             | NED  | 0      |
| ...    |                            |      |        |
| 17     | Jolien D'Hoore             | BEL  | 0      |

### Keirin
| #      | Naam             | Land | Detail |
| ------ | ---------------- | ---- | ------ |
| Goud   | Maximilian Levy  | GER  |        |
| Zilver | François Pervis  | FRA  |        |
| Brons  | Teun Mulder      | NED  |        |
| 4      | Ross Edgar       | GBR  |        |
| 5      | Matthew Crampton | GBR  |        |
| 6      | Sergej Borisov   | RUS  |        |
| ...    |                  |      |        |
| 17     | Yondi Schmidt    | NED  |        |

| #      | Naam             | Land | Detail |
| ------ | ---------------- | ---- | ------ |
| Goud   | Guo Shuang       | CHN  |        |
| Zilver | Clara Sanchez    | FRA  |        |
| Brons  | Willy Kanis      | NED  |        |
| 4      | Elisa Frisoni    | ITA  |        |
| 5      | Anna Meares      | AUS  |        |
| 6      | Sandie Clair     | FRA  |        |
| ...    |                  |      |        |
| 13     | Yvonne Hijgenaar | NED  |        |

### Scratch
| mannen |                              |      |
| #      | Naam                         | Land |
| Goud   | Morgan Kneisky               | FRA  |
| Zilver | Angel Dario Colla            | ARG  |
| Brons  | Andreas Müller               | AUT  |
| 4      | Travis Meyer                 | AUS  |
| 5      | Kazuhiro Mori                | JPN  |
| 6      | Ivan Kovalev                 | RUS  |
| 7      | Mark Cavendish               | GBR  |
| 8      | Hayden Godfrey               | NZL  |
| 9      | Aliaksandr Lisouski          | BLR  |
| 10     | Carlos Alberto Uran Arroyabe | COL  |

| #      | Naam                       | Land |
| ------ | -------------------------- | ---- |
| Goud   | Yumari Gonzalez Valdivieso | CUB  |
| Zilver | Elizabeth Armitstead       | GBR  |
| Brons  | Belinda Goss               | AUS  |
| 4      | Giogria Bronzini           | ITA  |
| 5      | Pascale Jeuland            | FRA  |
| 6      | Ellen van Dijk             | NED  |
| 7      | Kelly Druyts               | BEL  |
| 8      | Andrea Wolfer              | SUI  |
| 9      | Sun Feiyan                 | CHN  |
| 10     | Jarmila Machacova          | CZE  |

### Omnium
| #      | Naam              | Land | Punten |
| ------ | ----------------- | ---- | ------ |
| Goud   | Leigh Howard      | AUS  | 19     |
| Zilver | Zachary Bell      | CAN  | 21     |
| Brons  | Tim Veldt         | NED  | 24     |
| 4      | Volodymyr Djoedja | UKR  | 26     |
| 5      | Robert Bartko     | GER  | 26     |
| 6      | Taylor Phinney    | USA  | 32     |
| 7      | Hayden Godfrey    | NZL  | 40     |
| 8      | Albert Torres     | ESP  | 46     |
| 9      | Artoer Jersjov    | RUS  | 47     |
| 10     | Jan Dostal        | CZE  | 54     |

| #      | Naam                       | Land | Punten |
| ------ | -------------------------- | ---- | ------ |
| Goud   | Josephine Tomic            | AUS  | 26     |
| Zilver | Tara Whitten               | CAN  | 27     |
| Brons  | Yvonne Hijgenaar           | NED  | 27     |
| 4      | Elisa Frisoni              | ITA  | 28     |
| 5      | Lesya Kalitovska           | UKR  | 29     |
| 6      | Vilija Sereikaite          | LTU  | 34     |
| 7      | Dalila Rodriguez Hernandez | CUB  | 39     |
| 8      | Renata Dabrowska           | POL  | 40     |
| 9      | Lada Kozlikova             | CZE  | 44     |
| 10     | Anna Blyth                 | GBR  | 44     |

### Ploegkoers
| #      | Naam                          | Land | Punten  |
| ------ | ----------------------------- | ---- | ------- |
| Goud   | Michael Mørkøv Alex Rasmussen | DEN  | 22      |
| Zilver | Leigh Howard Cameron Meyer    | AUS  | 2       |
| Brons  | Martin Blaha Jiří Hochmann    | CZE  | 0       |
| 4      | Kenny De Ketele Tim Mertens   | BEL  | 17 (-1) |
| 5      | Roger Kluge Olaf Pollack      | GER  | 15 (-1) |

## Medaillespiegel
| Plaats | Land                | Goud | Zilver | Brons | Totaal |
| 1      | Australië           | 4    | 4      | 2     | 10     |
| 2      | Frankrijk           | 3    | 2      | 1     | 6      |
| 3      | Verenigd Koninkrijk | 2    | 4      | 3     | 9      |
| 4      | Denemarken          | 2    | 1      | 0     | 3      |
| 5      | Duitsland           | 2    | 0      | 1     | 3      |
| 6      | Nieuw-Zeeland       | 1    | 1      | 1     | 3      |
| 7      | Cuba                | 1    | 1      | 0     | 2      |
| 7      | Verenigde Staten    | 1    | 1      | 0     | 2      |
| 9      | Litouwen            | 1    | 0      | 3     | 4      |
| 10     | China               | 1    | 0      | 0     | 1      |
| 10     | Italië              | 1    | 0      | 0     | 1      |
| 12     | Canada              | 0    | 2      | 0     | 2      |
| 13     | Nederland           | 0    | 1      | 4     | 5      |
| 14     | Maleisië            | 0    | 1      | 1     | 2      |
| 15     | Argentinië          | 0    | 1      | 0     | 1      |
| 16     | Oostenrijk          | 0    | 0      | 1     | 1      |
| 16     | België              | 0    | 0      | 1     | 1      |
| 16     | Tsjechië            | 0    | 0      | 1     | 1      |
| Totaal | Totaal              | 19   | 19     | 19    | 57     |